# Outside (canción de George Michael)
«Outside» (en español: «Afuera») es una canción compuesta e interpretada por el cantante británico George Michael y publicada por Epic Records en 1998.

## Video musical
El video fue especialmente sarcástico, mostrando bolas de discoteca como urinarios y policías besándose.
El oficial de policía que lo arresta, Marcelo Rodríguez, presentó una demanda, alegando que en el vídeo se burlaban de él. Inicialmente, fue desestimada, pero la Corte de Apelaciones reabrió el caso en el año 2002, que sentenció que Rodríguez no tenía derecho a indemnización por daños emocionales.

## Sencillo
CD-Single Epic 666249 1 (Sony)	26/10/1998
1. 	«Outside		»4:45
2. 	«Fantasy 98»	4:30
CD-Maxi Epic 666249 2 (Sony)	26/10/1998
1. 	«Outside		»4:45
2. 	«Fantasy 98»	4:30
3. 	«Outside» (Jon Douglas Remix)		8:04
The Mixes - 12" Maxi Epic 666249 2 (Sony)	1998
1. 	«Outside» (Original Versión)	4:45
2. 	«Outside» (Garage Mix)		7:40
3. 	«Outside» (House Mix)		6:59
4. 	«Outside» (K-Gee's Cut)		5:18

## Posicionamiento
| Listas (1998)  | Posición |
| -------------- | -------- |
| Australia      | 13       |
| Austria        | 17       |
| Estados Unidos | 3        |
| Finlandia      | 8        |
| Francia        | 26       |
| Noruega        | 10       |
| Nueva Zelandia | 11       |
| Países Bajos   | 14       |
| Reino Unido    | 2        |
| Suecia         | 15       |
| Suiza          | 19       |